# NGC 7320
المجرة الحلزونية إن جي سي 7320 (بالإنجليزية: NGC 7320)‏ هي عضو في خماسية ستيفان واسطع مجرة في المجموعة. ومع ذلك، فإنها ليست عضوا فعليا في المجموعة، ولكنها أقرب إلينا كثيرا عن باقي الخماسية التي تبعد عنا نحو 300 مليون سنة ضوئية، أما بعد إن جي سي 7320 عنا فهي على مسافة نحو 40 مليون سنة ضوئية فقط.

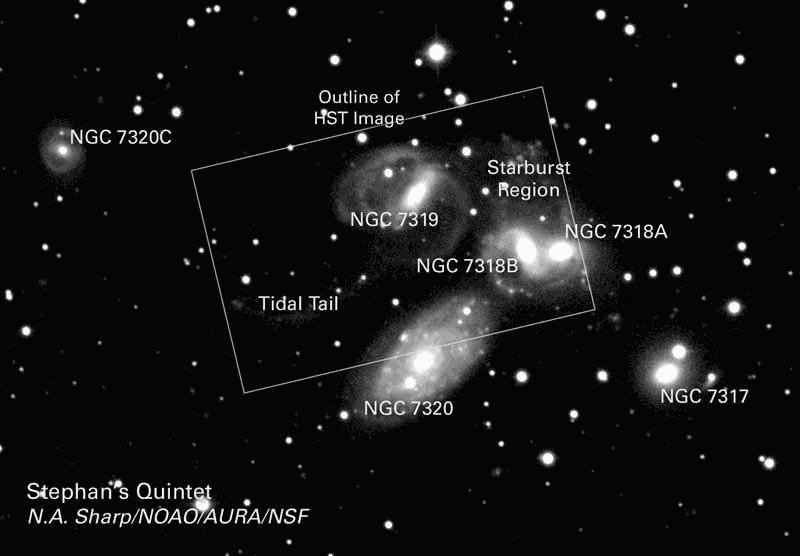

اكتشف الفلكي الفرنسي «إدوارد ستيفان» تلك المجموعة في 23 سبتمبر 1876، وسميت بعد ذلك بإسمه.

## اقرأ أيضا
- إن جي سي 2438